# Sepín Editorial Jurídica
Servicio Propiedad Inmobiliaria, conocida como Sepín Editorial Jurídica es una empresa española fundada en 1982 por Daniel Loscertales Fuertes como una compañía especializada que editaba un boletín mensual que recogía información sobre Arrendamientos Urbanos y Propiedad Horizontal.
En 1993, año en el que se aprueba la Nueva Ley de Arrendamientos Urbanos, se incorpora a Sepín Daniel Loscertales Costas, liderando la adaptación de la empresa a las nuevas tecnologías informáticas.
En 1994 Sepín Editorial Jurídica desarrolla el programa informático INFORENTA 95, como respuesta a las dificultades de cálculo que supone la nueva Ley de Arrendamientos Urbanos. Este programa supone un punto de inflexión en la Compañía, generando en menos de un año 1.400 pedidos. 
En 1997 comienza la etapa comercial con la contratación de una red de comerciales que llega a todos los puntos de España. En este periodo Sepín lanza la primera base de datos documental con todos sus contenidos históricos. En 2001 se produce el lanzamiento de 7 nuevas especialidades, entre las que se encuentran Derecho Penal, Tráfico o Familia. Ese año la empresa factura 2,4 millones de euros.
A primeros del año 2007, coincidiendo con su 25 Aniversario, Sepín se traslada a su sede actual, lo cual supone una gran inversión y un salto de capacidad. En este mismo año, y tras haber ido aumentando progresivamente las materias jurídicas durante los años anteriores, emprende el reto de ampliar las materias jurídicas a todas las disciplinas del Derecho para crear una Base de Datos General. En abril de 2009, y tras un gran esfuerzo de documentación, organización y desarrollo de la base datos general, lanza el nuevo producto. 
En 2011 se completó el desarrollo de la base de datos general Tu Media Naranja, acompañada de una fuerte campaña publicitaria. En 2012 Sepín celebra su 30 Aniversario.
En 2013, se lanza Cronus Jurídico, una herramienta diseñada para obtener los mejores resultados en el menor tiempo posible, ayudando al profesional del sector jurídico a interpretar con rigor la casuística legal, con una actualización diaria de contenidos. 
En 2014, Sepín comienza un fuerte proceso de expansión del negocio, creando una serie de sites especializados por perfiles profesionales, con contenidos concretos dirigidos a cada sector. Hasta la fecha actual cuenta con plataformas en línea profesionales, llamadas Top Jurídico, para los profesionales de la Mediación y el Arbitraje, los Administradores de Fincas, los abogados laboralistas y graduados sociales, los abogados de Familia, los Procuradores, etc. Actualmente cuenta con más de 20 portales divididos por especialidades.
En 2016 sale al mercado la base de datos general Cronus 4 Plus, una completísima aplicación que además de ofrecer resultados en todas las ramas del Derecho a través de un potente Buscador Universal, da acceso a nuevos servicios digitales como la Biblioteca On·Line o las Revistas Digitales.
Sepín Editorial Jurídica ha experimentado desde su creación hasta hoy un crecimiento de ventas constante teniendo en la actualidad una facturación de € 4.7 millones.
En 2017, Sepín pasa a formar parte del grupo editorial alemán FORUM MEDIA GROUP, grupo editorial alemán líder en publicaciones de formación, información y entretenimiento dirigidas a profesionales y directivos, desde hace más de 30 años. FMG está presente en 17 países y cuenta con más de 1000 empleados.

## Catálogo
Además de la base de datos General Cronus 4 Plus, a través de Top Jurídico, Sepín ofrece 22 portales por especialidad:
ESPECIALIDADES:
· Administrativo
· Arrendamientos Urbanos
· Apartamentos turísticos
· Derechos Reales
· Extranjería
· Familia y Sucesiones
· Laboral y Seguridad Social
· Mercantil
· Nuevas Tecnologías
· Obligaciones y Contratos
· Penal
· Procesal Civil
· Propiedad Horizontal
· Propietat Horitzontal Catalunya
· Reclamaciones Bancarias
· Responsabilidad Civil, Seguro y Tráfico
· Violencia Doméstica y de Género

PERFIL PROFESIONAL:
· Administrador de Fincas
· Administrador de Finques
· Asesor Fiscal
· Compliance
· Inmobiliario: Compraventa y Arrendamientos Urbanos
· Mediación y Arbitraje
· Procuradores